# Wait for Me (Moby)
Wait for Me è il nono album in studio di Moby.
Il primo singolo estratto dall'album è "Shot in the Back of the Head", il cui videoclip è stato diretto dal regista David Lynch.
L'album è stato pubblicato dall'etichetta dell'artista, la "Little Idiot".

## Tracce
Tutti i brani sono composti, eseguiti e prodotti da Richard Melville Hall.
1. Division – 1:56
2. Pale Horses – 3:37
3. Shot in the Back of the Head – 3:15
4. Study War – 4:18
5. Walk with Me – 4:01
6. Stock Radio – 0:55
7. Mistake – 3:47
8. Scream Pilots – 2:48
9. Jltf 1 – 1:27
10. Jltf – 4:40
11. A Seated Night – 3:23
12. Wait for Me – 4:13
13. Hope Is Gone – 3:31
14. Ghost Return – 2:38
15. Slow Light – 4:00
16. Isolate – 3:28